# 創：戰神
《創：戰神》（英語：Tron: Ares）是一部2025年美國科幻動作片，2010年電影《創：光速戰記》的獨立續集，也是《創系列》第三部電影，由喬奇姆·羅寧執導，傑西·維古托夫和傑克·索恩撰寫劇本，傑瑞德·雷托、伊凡·彼得斯、茱蒂·透納-史密斯、葛莉塔·李、卡梅隆·莫納漢、莎拉·德夏汀、吉蓮·安德森、哈桑·明哈傑、阿圖羅·卡斯特羅以及傑夫·布里吉主演。
《創：戰神》由華特迪士尼工作室電影排定2025年10月10日於美國上映。

## 演員
- 傑瑞德·雷托飾演阿瑞斯（Ares）
- 伊凡·彼得斯飾演朱利安·迪林傑（Julian Dillinger）
- 葛莉塔·李飾演伊芙·金（Eve Kim）
- 茱蒂·透納-史密斯（英语：Jodie Turner-Smith）
- 卡梅隆·莫納漢
- 莎拉·德夏汀（英语：Sarah Desjardins）
- 吉蓮·安德森
- 哈桑·明哈傑（英语：Hasan Minhaj）
- 阿圖羅·卡斯特羅（英语：Arturo Castro (Guatemalan actor)）
- 傑夫·布里吉飾演凱文·弗林（Kevin Flynn）

## 製作

### 開發

#### 最初的《創：光速戰記》續集開發
2010年10月，《創系列》開創者史蒂芬·李斯柏格宣布開發《創：光速戰記》續集，《創：光速戰記》的編劇愛德華·基迪斯和亞當·霍洛維茨也將回歸。2011年4月，《創：光速戰記》的導演約瑟夫·柯金斯基表示劇本仍在開發中，故事將圍繞現實世界中的山姆·弗林（Sam Flynn）和柯拉（Quorra）。6月，有消息指出編劇大衛·迪吉利奧（David DiGilio）獲聘為續集撰寫劇本，基迪斯和霍洛維茨退出劇本創作，轉至開發電視劇《童話小鎮》。2012年3月，布魯斯·巴克林納表示，他相信電影將於柯金斯基另一部電影《遺落戰境》完成拍攝後製作，最早可能於2014年開拍。6月，基迪斯和霍洛維茨表示他們仍參與電影製作，但到了12月，據報導傑西·維古托夫（Jesse Wigutow）已獲聘重寫劇本。同月，巴克林納和蓋瑞特·荷德倫確認回歸出演續集。2013年3月，柯金斯基表示劇本預計在兩週內完成，暫定片名為《TR3N》。
2015年3月，據透露迪士尼已正式獲批綠燈製作《創：光速戰記》續集，荷德倫、柯金斯基和奧莉薇亞·魏爾德將回歸，並將於10月在溫哥華開拍。然而在5月，有消息指出迪士尼已經放棄製作該片，魏爾德於6月證實該消息。據稱取消製作的原因是因為《明日世界》票房失敗。7月，巴克林納宣布，電影遭取消讓他沒興趣再回歸出演《創系列》的電影。9月，荷德倫表示，他被告知續集並沒有「完全胎死腹中」，如果有新的《創》電影宣布製作，他將有意回歸出演。
2016年8月，當時的迪士尼開發主管布里格姆·泰勒（Brigham Taylor）透露，迪士尼正在探討《創系列》的未來。2017年2月，柯金斯基在與《Collider》的問答環節表示續集並沒有「死透」，而是處於「低溫冷凍」狀態。他認為，迪士尼當時剛收購盧卡斯影業和漫威娛樂是《創：光速戰記》續集被擱置的原因。

#### 重啟
2017年3月，據報導《創系列》將重啟，而不是推出續集，傑瑞德·雷托將飾演一個名為阿瑞斯（Ares）的新角色。2020年8月，加斯·戴維斯獲聘執導該片，維古托夫仍參與劇本創作。
2022年3月，在宣傳《魔比斯》時，雷托證實電影仍在開發中。2023年1月，戴維斯辭去導演職務，喬奇姆·羅寧洽談執導該片。6月，伊凡·彼得斯、葛莉塔·李和茱蒂·透納-史密斯參與演出。7月，卡梅隆·莫納漢和莎拉·德夏汀參與演出。2024年1月，吉蓮·安德森參與演出。

### 拍攝
電影原定於2023年8月14日在溫哥華開始進行主體拍攝，但由於2023年美國編劇協會大罷工被無限期推遲拍攝。
2024年1月，羅寧透露電影已開拍，工作標題為「魔鬼氈」（Velcro）。傑夫·克隆威斯擔任攝影師。2月，迪士尼發布首張劇照，並透露哈桑·明哈傑和阿圖羅·卡斯特羅參與演出。4月，傑夫·布里吉確認回歸出演續集。拍攝於5月1日殺青。

## 發行
《創：戰神》由華特迪士尼工作室電影排定2025年10月10日於美國上映。

## 外部連結
- 互联网电影数据库（IMDb）上《創：戰神》的资料（英文）